# Umberto Montanaro
Umberto Montanaro (Mottola, 26 september 1904 – Lugano, 28 oktober 1967) was een Italiaans componist en dirigent.

## Levensloop
Montanaro studeerde aan het Conservatorio di San Pietro a Majella di Napoli in Napels bij Camillo De Nardis, Antonio Savasta en Alessandro Longo. Vervolgens studeerde hij nog aan het Conservatorio "Giuseppe Verdi" in Milaan bij de directeur Ildebrando Pizzetti, bij Vincenzo Feroni, Carlo Gatti en Costante Adolfo Bossi. Aldaar behaalde hij zijn diploma's voor compositie en instrumentatie. 
Hij werd voor vijf jaar dirigent van het Corpo bandistico di Villarosa en het Corpo Musicale Civico di Carlentini op Sicilië. Daarna werd hij dirigent van de banda in zijn geboortestad, de Banda musicale di Mottola nelle Puglie. Tot 1936 was hij eveneens dirigent van de banda in Canzo. In 1937 werd hij als dirigent opvolger van Enrico Dassetto bij de Civica Filarmonica di Lugano. In deze functie bleef hij tot zijn dood. 
Al bij zijn eerste concert in Lugano kreeg hij veel sympathie en welwillendheid van het publiek. In 1938 worden in Lugano vele evenementen gehouden ter ere van de componist Pietro Mascagni, waar ook het harmonieorkest Civica Filarmonica di Lugano ingetrokken is. Montanaro dirigeert op 3 april 1938 een concert in het Teatro Apollo ter gelegenheid van de herdenking van de onthulling van het monument van 1830. Met het harmonieorkest Civica Filarmonica di Lugano vierde Montanaro ongetelde successen. zoals bij concerten in Zürich, Bern ter gelegenheid van het 100-jarig bestaan van de Eidgenössische Musikverein, Varese, Lecco, Como, Monthey, Reggio Emilia ter gelegenheid van overplaatsing van het lichaam van Giovanni Grilenzoni in 1951 op de begraafplaats van Reggio Emilia), Lausanne (Expo '64), Broc (Muziekfeest van het district Gruyère) en bij talrijke muziekfeesten van de federatie van de muziekbonden in het kanton Ticino. In 1953 behaalde hij met zijn harmonieorkest een 1e prijs met lof tijdens het Eidgenössische Musikfest te Fribourg met de uitvoering van een bewerking van het 4e deel uit de Symfonie no. 9 in e-mineur "Uit de Nieuwe Wereld", Op. 95 van Antonín Dvořák en het werk Giges und sein Ring, van Franz Königshofer. 
Montanaro was van 1956 tot 1965 eveneens dirigent van de Società Filharmonica di Agno. 
Als componist schreef hij een groot aantal werken voor harmonieorkest.

## Composities

### Werken voor orkest
- 1941 Fiera Svizzera di Lugano

### Werken voor banda (harmonieorkest)
- 1929 Un saluto ad Alvito, marcia
- 1930 Tristis Hora, marcia funebre
- 1930 Povero fiore, elegie
- 1931 Sogno evanescente
- 1931 Visione, fantasie
- 1931 Frivolità, bagatelle
- 1931 Bufera, impressie
- 1931 La Folla, symfonisch gedicht
- 1935 Il mio paese, marcia sinfoinica
- 1940 Guerra europea, marcia militare
- 1941 Fiera Svizzera di Lugano, marcia
- 1942 Fiamma gagliarda, romantisch gedicht
- 1943 Bella Madonna, marcia religiosa
- 1945 Tessitrice di Cavergno, klein rustiek scherzo
- 1952 A mia madre, marcia funebre
- 1954 Pace e lavoro, marcia militare
- 1954 Nozze d'argento, marcia sinfonica
- 1955 Convegno, marcia
- 1956 Armistizio, marcia militare
- 1956 Bel Ticino, marcia
- 1956 Festosa, marcia
- 1956 Omaggio, marcia
- 1956 Omaggio a Lugano, marcia sinfonica
- 1956 Passeggiata ad Agno, marcia
- 1956 Regina del lago, marcia sinfonica
- 1957 Lugano in festa, marcia
- 1957 Marcia sinfonico
- 1957 Nuovo Mondo, marcia sinfonica
- 1957 Vendemmia, marcia
- 1957 Bella donna
- 1958 Adriatica, marcia sinfonica
- 1959 Eco del sud, polacca
- 1959 Fontana di Molino Nuovo, marcia
- 1959 Marcia scolastica
- 1960 Sorriso di primavera, wals
- 1960 Ceresiana, marcia
- 1960 Fantasia su temi di autori vari
- 1960 Sorriso di primavera
- 1961 Fontane luminose sul Ceresio, marcia
- 1963 Brianza, compos; Gioiosa, marcia sinfonica
- 1963 Giubileo, marcia
- 1963 Jonica, marcia sinfonica
- 1964 Mediterraneo, marcia sinfonica
- 1966 Tirrenia, marcia sinfonica
- Villarosa, marcia sinfonico su un tema di Schubert
- Bufera, poema sinf. descrittivo e molte elab. per banda.

### Vocale muziek

#### Werken voor koor
- Fratellanza tícinese, voor gemengd koor